# Hungersnöden i Kazakstan 1932–1933

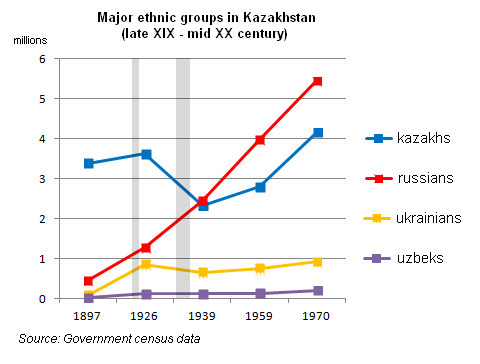
De största etniska grupperna i Kazakstan 1897–1970. Här ser man tydligt hur antalet kazaker och ukrainare minskade 1932–1933.

Hungersnöden i Kazakstan 1932–1933 var en del av den stora hungersnöden i Sovjetunionen 1932–1933. Kazaker var de hårdast drabbade i Sovjetunionen om man räknar andelen av människor som dog (cirka 38%). Uppskattningsvis var det 1,5 miljoner människor som dog i Kazakiska SSR, varav 1,3 miljoner etniska kazaker. Bland de övriga 0,2 miljonerna var det mestadels ukrainare som drabbades. Enligt andra uppskattningar kan så många som 2,0- 2,3 miljoner etniska kazaker ha dött.

## Konsekvenser
Svälten bidrog till att kazaker blev en minoritet i sin egen republik och inte förrän 1991 (efter Sovjetunionens fall) blev kazaker åter den största etniska gruppen i landet.
Före hungersnöden utgjorde kazakerna 60% av republikens befolkning. Efter 1933 utgjorde kazakerna endast 30% av befolkningen.